# 나이토 가즈노부
나이토 가즈노부(일본어: 内藤弌信, 1658년 11월 13일 ~ 1730년 12월 30일)는 에도 시대의 다이묘이다. 어릴적 이름은 이치노스케(市之助)이며, 다른 이름은 노부카쓰(信勝)이다. 나이토 노부나리의 증손.

## 생애
하타모토 나이토 노부미쓰의 아들로 에도에서 태어났다. 1667년 쇼군 도쿠가와 이에쓰나를 알현하였고 1673년 다나구라번주 나이토 노부요시의 양자가 되었다. 그 해 종오위하 기이노카미에 서임되었고, 이듬해인 1674년 가문을 계승하였다. 1705년 스루가, 도토미로 영지를 옮겨 다나카 성에 거점을 두었다가, 1712년 오사카성주대행이 되고, 종사위하 부젠노카미에 서임되었다. 1720년 음력 9월 19일 에치고 무라카미번으로 전봉되었다. 1725년 음력 2월 18일 양부 노부요시가 만년에 얻은 아들 나이토 노부테루를 양자로 삼아 가문을 잇게 하였으나 그 해에 노부테루가 사망하였고 그 아들인 노부오키가 그 뒤를 잇게 되었다. 가즈노부는 1730년 73세의 나이로 에도에서 사망하였다.
| 전임 나이토 노부요시 | 제3대 다나구라번 번주 (나이토 가문) 1673년 ~ 1705년 | 후임 오타 스케하루 |

| 전임 오타 스케하루 | 다나카번 번주 (나이토 가문) 1705년 ~ 1720년 | 후임 도키 요리타카 |

| 전임 마나베 아키토키 | 제1대 무라카미번 번주 (나이토 가문) 1720년 ~ 1725년 | 후임 나이토 노부테루 나이토 노부오키 |

| 전임 도키 요리타카 | 제20대 오사카 조다이 1712년 ~ 1718년 | 후임 안도 노부토모 |